# Shirakiopsis indica
Shirakiopsis indica là một loài thực vật có hoa trong họ Đại kích. Loài này được (Willd.) Esser miêu tả khoa học đầu tiên năm 1999.